# Joseph Dube
Joseph Douglas Dube (ur. 15 lutego 1944 w Altha) – amerykański sztangista, brązowy medalista igrzysk olimpijskich i dwukrotny medalista mistrzostw świata.

## Kariera
Swój pierwszy medal na arenie międzynarodowej wywalczył podczas igrzysk panamerykańskich w Winnipeg w 1967 roku, gdzie zdobył złoty medal w wadze ciężkiej. Na rozgrywanych rok później igrzyskach olimpijskich w Meksyku w wadze ciężkiej wywalczył brązowy medal. W zawodach tych wyprzedzili go jedynie Łeonid Żabotynśkyj z ZSRR oraz Belg Serge Reding. Był to jego jedyny start olimpijski. W 1969 roku zdobył ponadto złoty medal w wadze superciężkiej na mistrzostwach świata w Warszawie. 
Ustanowił dwa rekordy świata w wyciskaniu. 